# Bitva u Coronelu
Bitva u Coronelu byla námořní bitvou první světové války. Uskutečnila se 1. listopadu 1914 u pobřeží Chile. Britové v bitvě s německou eskadrou lodí utrpěli první námořní porážku od bitvy u Grand Port, která se odehrála v roce 1810.
Na začátku války Německá Východoasijská eskadra opustila přístav Čching-tao v Číně a vypravila se na cestu do německých přístavů, kam žádná z nich nedoplula. Velel jí viceadmirál Maximilian von Spee a byla složena z pancéřových křižníků SMS Scharnhorst a SMS Gneisenau a lehkých křižníků SMS Nürnberg, SMS Leipzig a SMS Dresden.
Původně k eskadře patřil ještě lehký křižník SMS Emden, kterému velel kapitán Karl von Müller a který vyplul do Indického oceánu přepadat spojenecké obchodní lodě. V říjnu svedl vítěznou bitvu u Penangu a v listopadu byl potopen v bitvě u Kokosových ostrovů.

## Průběh

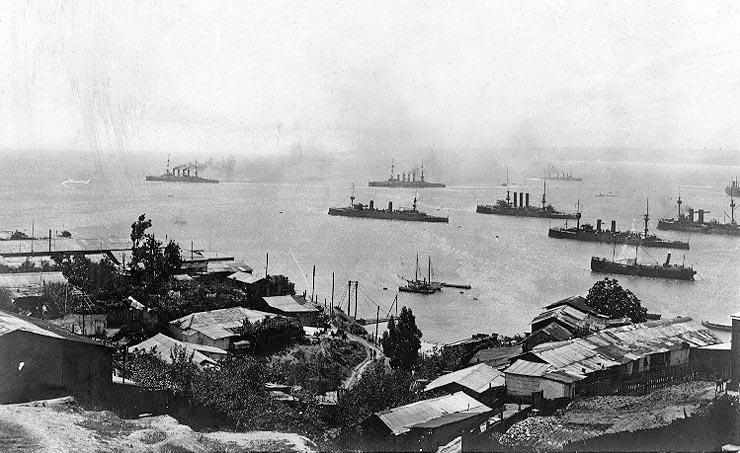
Flota admirála von Spee ve Valparaíso, Chile

Když německá eskadra připlula k jihoamerickým břehům, byla její radiová komunikace zachycena britskou západoindickou eskadrou pod velením admirála Cradocka. Cradock měl k dispozici jen pancéřové křižníky Good Hope a Monmouth, nový lehký křižník Glasgow a přestavěnou linkovou loď Otranto. Žádal proto admiralitu o posily a ta mu poslala starou bitevní loď Canopus.
Nakonec se však posily nedočkal a 1. listopadu při západu slunce byla za špatného, bouřlivého počasí zahájena bitva, v jejímž průběhu byly přesnou německou palbou potopeny oba britské pancéřové křižníky. Výhody byly na straně Němců. Měli lepší dělostřelce i děla. Good Hope měl dvě děla ráže 240 mm, která za 50 sekund vystřelila jeden projektil. Tím pádem dva projektily za 50 sekund plus Monmouth. Starší anglické lodě měly i kasematová děla (děla v bocích trupu), ale kvůli počasí musely kasematy uzavřít. Cradock nechal za eskadrou plout Canopus, který za novějšími loděmi zaostával a brzdil tak manévrování. Cradock chtěl svaz výhodně umístit, ale nepodařilo se mu to. Díky bouři a tmě se bitva rozdělila na několik samostatných soubojů. Good Hope bojoval se Scharnhorstem, Gneisenau s Monmouthem. Good Hope byl těžce poškozen a pokusil se nepřítele taranovat. Gneisenau na něj převedl také palbu a Good Hope se poté začal potápět. Potopil se, neznámo kde. Dresden poškodil Otranto, ale to mu uteklo. Glasgow bojoval s Leipzigem a měl na své straně přesilu, ale rozbouřené moře mu zabránilo zničit Leipzig a utekl. Nürnberg měl poruchu strojů a nezúčastnil se. Gneisenau těžce poškodil Monmouth, ale ten unikal. Nyní se do boje zapojil Nürnberg a Monmouth zničil.
Bojů se nakonec nezúčastnil ani Canopus, který se později připojil k jinému svazu u Falklandských ostrovů.
Německá eskadra potom vplula do přístavu Valparaíso, kde byla přivítána početnou německou komunitou. Dlouho se však ze svého úspěchu neradovala, protože již za měsíc byla poražena v bitvě u Falklandských ostrovů, ve které Němci ztratili většinu svých lodí.